# Antoine Marc Gaudin

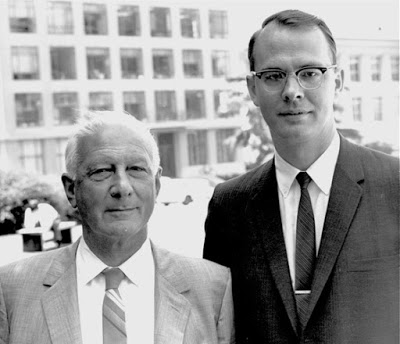
Gaudin (esquerda) com o professor Douglas W Fuerstenau em Berkeley em junho de 1965, um ano antes de sua aposentadoria no MIT

Antoine Marc Gaudin (Smyrna, 8 de agosto de 1900 – 23 de agosto de 1974) foi um metalurgista francês-estadunidense nascido na Turquia. Foi professor do Instituto de Tecnologia de Massachusetts (MIT) e durante a Segunda Guerra Mundial desenvolveu técnicas de processamento de minério necessárias para extrair o urânio de seus minérios de baixa qualidade para o Projeto Manhattan. Foi um membro fundador da Academia Nacional de Engenharia dos Estados Unidos.